# Bulbul gorja-rogenc
El bulbul gorja-rogenc (Hypsipetes rufigularis) és una espècie d'ocell de la família dels picnonòtids (Pycnonotidae). És endèmic de l'illa de Mindanao, a les Filipines. Els seus hàbitats principals són els boscos tropicals i subtropicals de frondoses humits de les terres baixes. El seu estat de conservació es considera gairebé amenaçat.